# پیگان بلک‌فیت

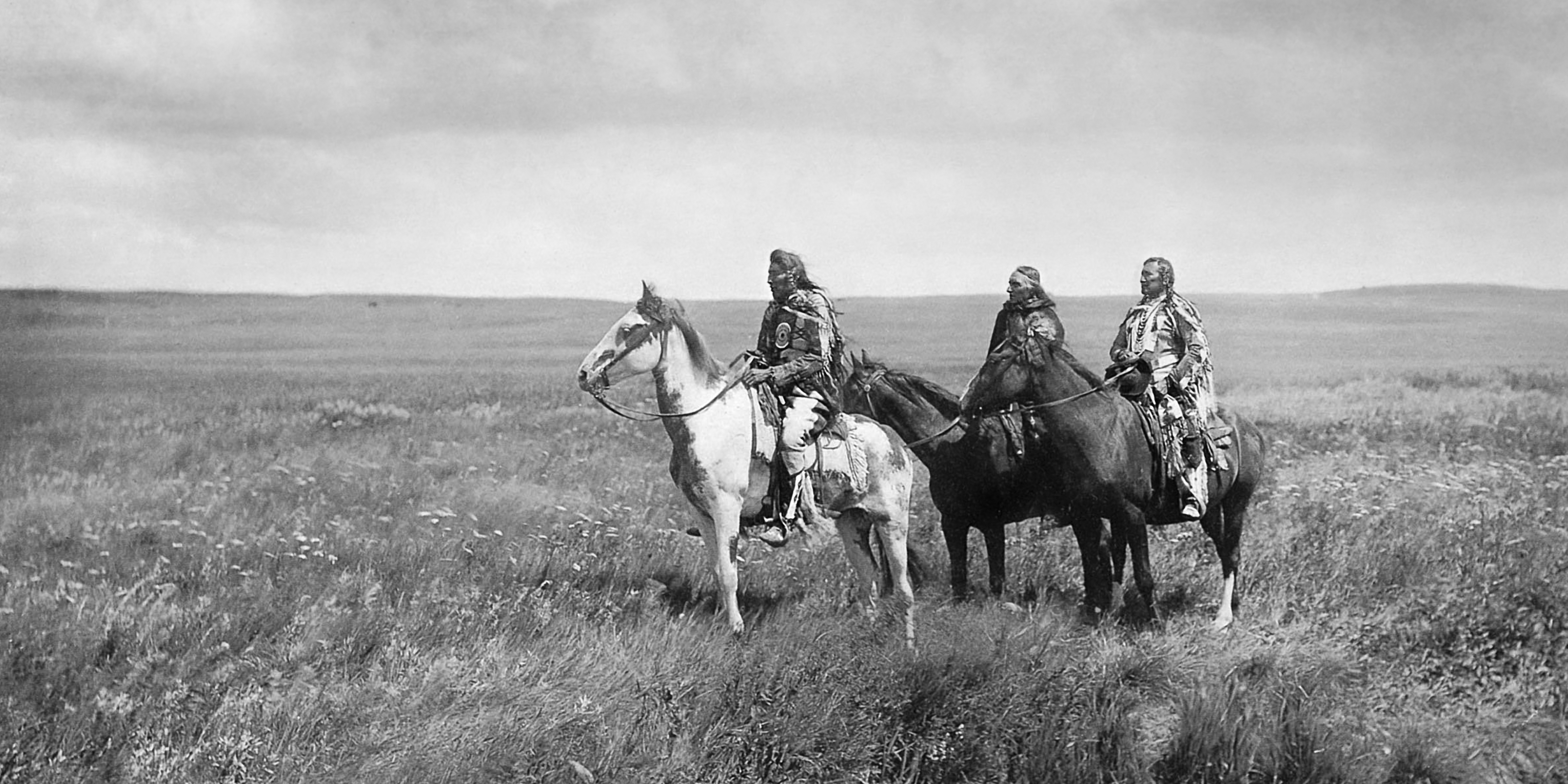
نگاره‌ای از سه رئیس قبیلهٔ پیگان بلک‌فیت به تاریخ ۱۹۰۰ میلادی، گرفته‌شده توسط ادوارد اس. کرتیس.

پیگان بلک‌فیت (به انگلیسی: Piegan Blackfeet) نام یک قبیلهٔ آلگونکوی سُرخ‌پوست از شاخهٔ بلک‌فوت است که در سده ۱۹ میلادی، در مناطق قابل‌توجهی از دشت بزرگ آمریکا و دشت‌های کانادا مستقر بودند. 